# Яковенко-Маринич, Николай Иванович
Николай Иванович Яковенко-Маринич (1874—1953) — русский военный деятель, генерал-майор (1917). Герой Первой мировой войны.

## Биография
Происходил из дворян Полтавской губернии.
После получения общего образования в Петровском Полтавском кадетском корпусе поступил в Александровское военное училище, в 1894 году был переведён в Константиновское артиллерийское училище по окончании которого в 1895 году был произведён в подпоручики и выпущен в 3-ю батарею 15-й артиллерийской бригады. В 1899 году произведён в поручики, в 1902 году в штабс-капитаны. С 1904 года назначен младшим офицером, с 1909 года командиром полубатареи 1-й батареи Константиновского артиллерийского училища, в 1906 году переведён в Лейб-гвардию 1-ю артиллерийскую бригаду 1-й гвардейской пехотной дивизии с оставлением при Константиновском артиллерийском училище. В 1910 году произведён в капитаны гвардии.
С 1912 года после окончания Офицерской артиллерийской школы был переименован в подполковники и назначен командир ом 1-й батареи 15-й артиллерийской бригады. С 1914 года участник Первой мировой войны в составе своей бригады. В 1915 году произведён в полковники, с 1915 по 1916 год — командир 105-го артиллерийского дивизиона и командир 2-го дивизиона Пограничной артиллерийской бригады. С 1916 по 1917 год — командир 17-го лёгкого мортирного артиллерийского  дивизиона, командир 1-го позиционного отдельного артиллерийского дивизиона батарей. В 1917 году произведён в генерал-майоры, начальник штаба Тяжёлой артиллерии особого назначения и 48-го армейского корпуса.

 
Высочайшим приказом от 24 февраля 1915 года за храбрость награждён Георгиевским оружием: 
За то, что в бою 12 августа 1914 года под сильным пулеметным огнём, в самый критический момент действительным огнём своей батареи, когда наша пехота от натиска противника поколебалась, заставив пехоту противника отступить и тем дал возможность нашим стрелкам броситься вперёд

Высочайшим приказом от 2 октября 1916 года  за храбрость был награждён орденом Святого Георгия 4-й степени: 
За то, что командуя в боях с 26 по 30 августа 1914 года 1-й батареей 15-й артиллерийской бригады у д. Мшаны, когда фронт нашей пехоты был прорван неприятелем, вывел вверенную ему батарею, сначала в состав трёх, а потом полностью и восьми орудий, на совершенно открытую позицию, отбил атаки неприятельских цепей, вслед затем обстрелянный сосредоточенным огнём нескольких тяжёлых и лёгких батарей противника, потеряв часть своих своих орудий подбитыми, понеся потери людьми, несмотря на это, прямой наводкой огнём оставшихся трёх орудий отбил атаки австрийцев, чем способствовал нашей пехоте в отражении дальнейшего наступления неприятеля
После Октябрьской революции, был участником Гражданской войны в составе войск Восточного фронта: с 1918 года — особоуполномоченный Главного артиллерийского управления на Дальнем Востоке. С 1921 года в эмиграции во Франции, являлся членом Общества офицеров-артиллеристов.
Скончался 2 июня 1953 года в Париже, во Франции.

## Награды
- Орден Святого Станислава 3-й степени с мечами и бантом (ВП 17.05.1904, мечи и бант к ордену — ВП 13.11.1915)
- Орден Святой Анны 3-й степени с мечами и бантом (ВП 6.12.1906, мечи и бант к ордену — ВП 17.08.1916)
- Орден Святого Станислава 2-й степени с мечами (ВП 06.12.1910, мечи к ордену — ВП 13.05.1915)
- Орден Святой Анны 2-й степени с мечами (ВП 19.02.1915)
- Орден Святого Владимира 4-й степени с мечами и бантом (ВП 19.02.1915)
- Высочайшее благоволение (ВП 28.10.1915)
- Георгиевское оружие (ВП 24.02.1915)
- Орден Святого Владимира 3-й степени с мечами (ВП 20.01.1916)
- Орден Святого Георгия 4-й степени (ВП 02.10.1916)